# Dominique Pantaloni
Dominique Pantaloni (* 11. März 1935) ist ein emeritierter französischer Biophysiker.

## Karriere
Zwischen 1946 und 1954 besuchte Pantaloni das Lycée Fesch in der Gemeinde Ajaccio auf Korsika.
Am Centre national de la recherche scientifique (CNRS) leitete er als Directeur de recherche ein Labor für Enzymatik und Biochemie. Zu seinen Mitarbeiterinnen zählte in den 1970ern auch die damalige Promotionsstudentin Marie-France Carlier-Pantaloni, mit der er in einem Zeitraum von über 30 Jahren zahlreiche Fachartikel veröffentlichte und die später ebenfalls am CNRS Directrice de recherche war. Aus dem CNRS wurde er pensioniert.

## Forschungsschwerpunkt
Pantaloni untersuchte unter anderem stationäre Vorgänge und die Dissoziation im Bereich der physikalischen Chemie. Außerdem befasste er sich mit anorganischem Phosphat und Guanosin. Seine interdisziplinäre Forschung schloss Biophysik, Biochemie, Quantenmechanik und Thermodynamik mit ein. Die interdisziplinären Themen flossen in seine Forschung zur Zellbiologie und Genetik ein. Innerhalb der Zellbiologie beschäftigte er sich mit Mikrotubuli, Tubulinen und dem Cytoskelett.

## Veröffentlichungen (Auswahl)
Fachartikel unter Pantalonis Beteiligung wurden in vielen Forschungsarbeiten zitiert. Folgende Arbeiten gehören zu seinen meistzitierten Artikeln:
- Dominique Pantaloni, Marie-France Carlier: How profilin promotes actin filament assembly in the presence of thymosin β4. In: Cell. Band 75, Nr. 5, 1993, S. 1007–1014.
- Herve Isambert, Pascal Venier, Anthony C. Maggs, Abdelatif Fattoum, Ridha Kassab, Dominique Pantaloni, Marie-France Carlier: Flexibility of actin filaments derived from thermal fluctuations: effect of bound nucleotide, phalloidin, and muscle regulatory proteins. In: Journal of Biological Chemistry. Band 270, Nr. 19, 1995, S. 11437–11444, doi:10.1074/jbc.270.19.11437.
- Marie-France Carlier, Valérie Laurent, Jérôme Santolini, Ronald Melki, Dominique Didry, Gui-Xian Xia, Yan Hong, Nam-Hai Chua, Dominique Pantaloni: Actin depolymerizing factor (ADF/cofilin) enhances the rate of filament turnover: implication in actin-based motility. In: The Journal of cell biology. Band 136, Nr. 6, 1997, S. 1307–1322, doi:10.1083/jcb.136.6.1307.
- Thomas P. Loisel, Rajaa Boujemaa, Dominique Pantaloni, Marie-France Carlier: Reconstitution of actin-based motility of Listeria and Shigella using pure proteins. In: Nature. Band 401, Nr. 6753, 1999, S. 613–616, doi:10.1038/44183.
- Dominique Pantaloni, Christophe Le Clainche, Marie-France Carlier: Mechanism of actin-based motility. In: Science. Band 292, Nr. 5521, 2001, S. 1502–1506, doi:10.1126/science.1059975.
- Stéphane Romero, Christophe Le Clainche, Dominique Didry, Coumaran Egile, Dominique Pantaloni, Marie-France Carlier: Formin Is a Processive Motor that Requires Profilin to Accelerate Actin Assembly and Associated ATP Hydrolysis. In: Cell. Band 118, Nr. 3, 2004, S. 419–429, doi:10.1016/j.cell.2004.09.039.